# Estelline (Teksas)
Estelline – miasto w Stanach Zjednoczonych, w stanie Teksas, w hrabstwie Hall.